# Piscine Château-Landon
Pour les articles homonymes, voir Château (homonymie), Landon et Château-Landon (homonymie).
La piscine Château-Landon est une piscine parisienne, située 31 rue du Château-Landon, dans le 10e arrondissement de Paris.
Inaugurée en 1884, c'est la plus ancienne et la première piscine couverte en France et a Paris.

## Description

### Architecture
La piscine Château-Landon est commandée en 1882 par la Société française de gymnastique nautique, et est inaugurée en 1884. C'est la première piscine publique couverte et chauffée en France et a Paris. Elle a été dessinée par l’architecte Lucien-Dieudonné Bessières, assisté de l’ingénieur Edmond Philippe et de Paul Christmann. C'était une piscine alimentée en eau chauffée par l’industrie des usines élévatoires de la Villette.
Une thèse d'Antoine Le Bas, Des piscines et des villes. Genèse et développement d’un équipement de loisir, décrit l'équipement.

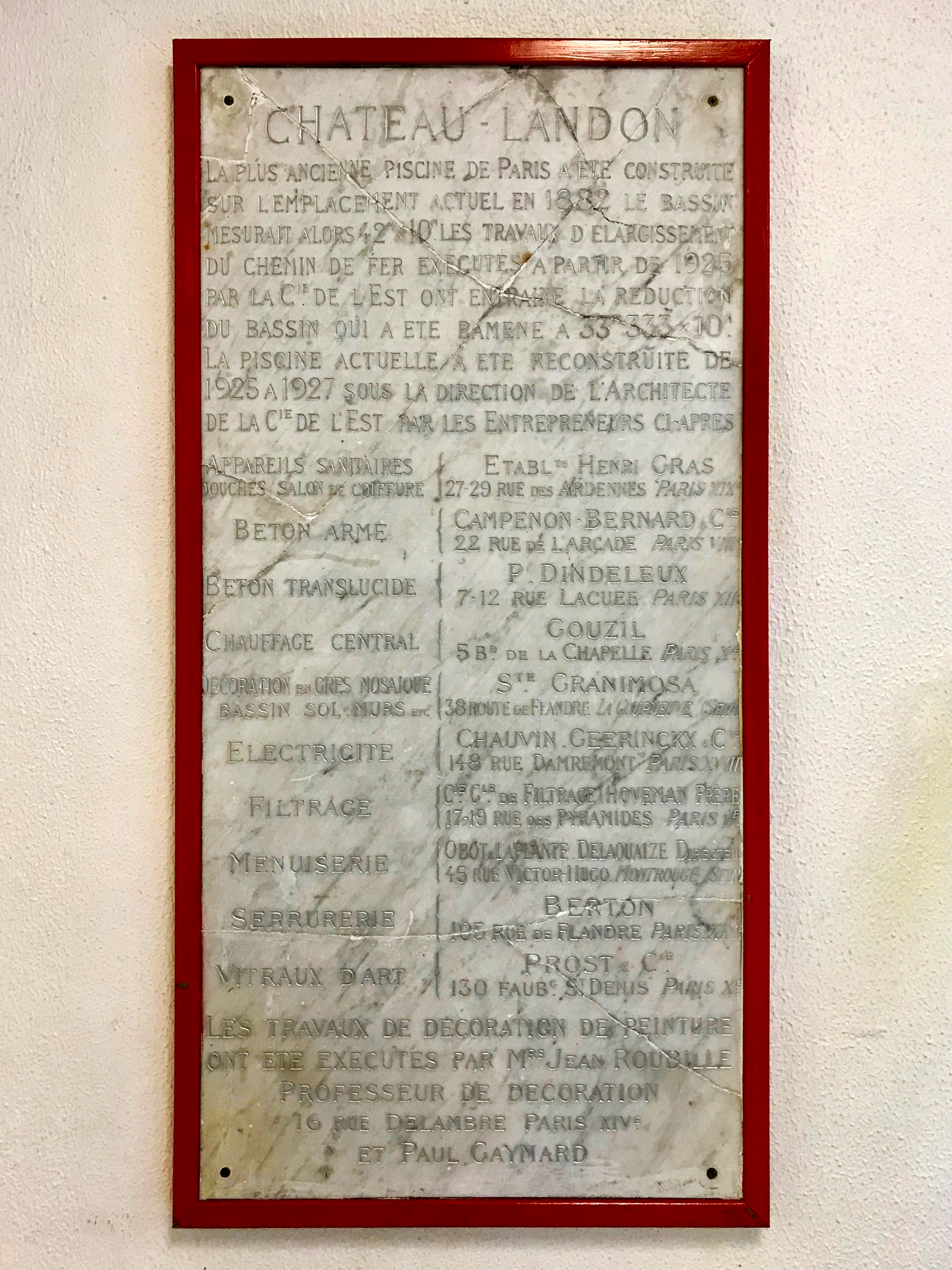
Plaque commémorative rappelant l'histoire de la piscine, située à l'entrée du bâtiment.

Le bassin d'origine mesurait 42 mètres de long, mais les travaux d'élargissement des voies de chemin de fer de la gare de l'Est, exécutés à partir de 1925, contraignent à réduire le bassin à 33 mètres (aujourd'hui divisé en deux bassins).
Elle est donc reconstruite, entre 1925 et 1927, dans le style paquebot. Elle dispose de cabines privatives en coursive sur deux étages, qui surplombent un bassin de 25 mètres sur 10 recouvert de mosaïque. Elle dispose également d'un second bassin d'apprentissage (10m x 6m).